# 훈련병
훈련병(訓鍊兵, 영어: military recruit)은 이등병이 되기전 훈련을 받는 병사들을 의미한다.

## 대한민국의 훈련병
대한민국은 징병제를 채택하고 있어 신체 및 정신적으로 건강한 19세 이상의 대한민국 남성이라면 누구나 군대에 입대하여 2019년 육군 기준 18개월의 의무복무를 이행하여야 한다. 이때 군에 갓 입대하여 자대로 배치받기 전 기초적인 군사 교육을 이수하는 이들을 훈련병이라 한다. 사관후보생, 부사관후보생, ROTC, 사관생도 등 간부로 임관하기 위해 교육받는 이들과는 다르다.
만 18세 이상의 대한민국의 성인 남성들은 누구나 병무청으로부터 병역판정검사 통보를 받게 되며, 병무청 산하 지방병무청에서 신체검사를 받게 된다. 이때 1~3급에 해당하는 이들은 현역 및 상근예비역으로, 이에 해당하지 못하는 이들은 보충역으로 편성된다. 이후 해당 신병교육대로 입소하여 4~5주간의 기초군사훈련을 이수한 후 이병 계급장을 달고 자대배치를 받아 본격적인 군 생활을 시작하게 된다.

대한민국에서 징집되어 훈련을 받는 훈련병의 계급은 이등병이다. 대한민국 국군에는 공식적으로 훈련병이라는 계급은 존재하지 않는다. 기초군사훈련을 받아야 계급이 주어지는 간부후보생들과는 달리, 훈련병들은 입대와 동시에 행정상으로 이등병 계급을 달게 되는 것이다. 급여도 이등병의 급여를 받는다.